# Take My Breath Away
A Take My Breath Away az 1980-as évek végének egyik emblematikus filmslágere volt, melynek szerzői Giorgio Moroder és Tom Whitlock voltak. Maga a dal eredendően a Top Gun című film zenéje volt, ahol a Berlin együttes adta elő, később önállóan is jó néhány díjat nyert. 1987-ben elnyerte a Golden Globe-on a legjobb eredeti dal díját és hasonló díjat nyert Nagy-Britanniában is.
Szulák Andrea A világ tetején, míg Balázs Klári Forog a világ címmel énekelte a számot magyarul.